# Henri Focillon
Henri Focillon (n. 7 septembrie 1881, Dijon, Franța – d. 3 martie 1943, New Haven, Connecticut, SUA) a fost un istoric de artă francez.
A îndeplinit funcția de director al Musée des Beaux-Arts din Lyon, activând ca profesor de istoria artei la Universitatea din Lyon, la Ecole des Beaux-Arts din Lyon, la Universitatea Sorbona, la Collège de France. A plecat apoi în exil în Statele Unite ale Americii și a predat la Universitatea Yale. Poet, grafician și profesor fără egal, Henri Focillon a format generații de istorici de artă, printre care George Kubler. El rămâne cunoscut mai ales pentru lucrările sale privind arta medievală, care au fost traduse în limba engleză.

## Bibliografie parțială

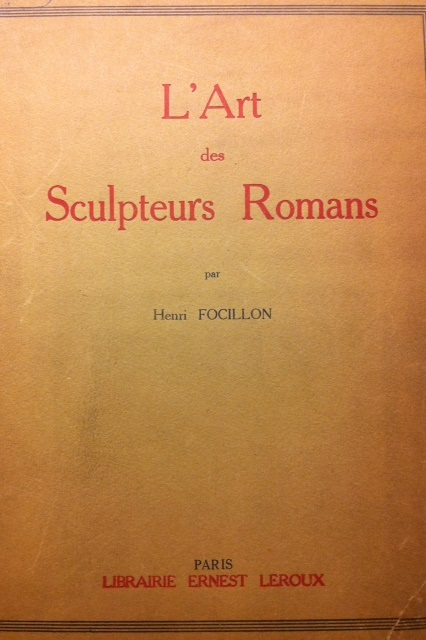
L'Art des Sculpteurs Romans